# اچ‌اس‌دابلیوام‌اس گوتلاند (۱۹۹۵)
اچ‌اس‌دابلیوام‌اس گوتلاند (به انگلیسی: HSwMS Gotland) یک زیردریایی متعلق به نیروی دریایی پادشاهی سوئد است که طول آن ۶۰٫۴ متر می‌باشد. این زیردریایی در سال ۱۹۹۵ ساخته و به آب انداخته‌شد.